# Чеђа
Чеђа је насеље у Италији у округу Венеција, региону Венето.
Према процени из 2011. у насељу је живело 5493 становника. Насеље се налази на надморској висини од 2 м.

## Становништво
Према резултатима пописа становништва 2011. у општини је живело 6.213 становника.
| 1951. | 1961. | 1971. | 1981. | 1991. | 2001. | 2011. |
| ----- | ----- | ----- | ----- | ----- | ----- | ----- |
| 5.352 | 5.014 | 4.962 | 5.077 | 5.024 | 5.096 | 6.213 |